# Przygody Nasreddina
Przygody Nasreddina (ros. Насреддин в Бухаре, Nasrieddin w Bucharie) – radziecki film komediowy z 1943 roku.

## Obsada
- Lew Swierdlin jako Nasreddin
- Szakarchanim Mirzakarimowa jako Giuldżan
- Konstantin Michajłow jako emir
- Emmanuił Gieller jako Dżafar
- Wasilij Zajczikow jako Nijaz, ojciec Giuldżan
- Stiepan Kajukow jako Bachtijar
- Matwiej Larow jako Arsłanbek
- Nikołaj Wołkow jako Hussejn-Huslija
- Abid Talipow jako Jusup
- Asad Ismatow jako Ali
- Iwan Bobrow jako strażnik emira
- Rachim Pirmuchamiedow jako strażnik emira